# Staurocephalites schizodentata
Staurocephalites schizodentata är en ringmaskart som beskrevs av Courtinal 1983. Staurocephalites schizodentata ingår i släktet Staurocephalites, klassen havsborstmaskar, fylumet ringmaskar och riket djur. Inga underarter finns listade i Catalogue of Life.